# Castellania Coppi
Castellania Coppi est une commune italienne de la province d'Alexandrie, dans le Piémont. 
En mars 2019, le Conseil régional du Piémont a approuvé le souhait du Conseil municipal de Castellania de nommer le village Castellania Coppi en l'honneur du cycliste Fausto Coppi, né dans la commune 100 ans plus tôt.

## Administration
| Période                                  | Période | Identité          | Étiquette    | Qualité |
| ---------------------------------------- | ------- | ----------------- | ------------ | ------- |
| 2009                                     |         | Sergio Vallenzona | Lista Civica |         |
| Les données manquantes sont à compléter. |         |                   |              |         |

### Hameaux
Mossabella, Sant'Alosio

### Communes limitrophes
Avolasca, Carezzano, Costa Vescovato, Garbagna, Sant'Agata Fossili, Sardigliano

## Personnalités liées à la commune
- Fausto Coppi, champion cycliste, est né et enterré à Castellania.
- Serse Coppi, coureur cycliste, est né et enterré à Castellania.